# حمام میر عماد
حمام میر عماد مربوط به دوره صفوی است و در شهرستان کاشان، میدان تاریخی سنگ، ابتدای خیابان افضل واقع شده و این اثر در تاریخ ۱۹ مرداد ۱۳۸۴ با شمارهٔ ثبت ۱۲۹۷۵ به‌عنوان یکی از آثار ملی ایران به ثبت رسیده است.